# Johnson City (Tennessee)
Johnson City ist eine US-amerikanische Stadt in Washington, Carter und Sullivan County im US-Bundesstaat Tennessee. Das U.S. Census Bureau hat bei der Volkszählung 2020 eine Einwohnerzahl von 71.046 ermittelt.
Die Stadt ist Bestandteil der Tri-Cities-Area, bestehend aus den drei Städten Kingsport, Bristol und Johnson City. Im Jahre 2016 lebten 66.677 Menschen auf einer Fläche von rund 102,5 km².
In Johnson City befindet sich die East Tennessee State University (ETSU).

## Bevölkerungsentwicklung
| Jahr | Einwohner | %±      |
| ---- | --------- | ------- |
| 1880 | 685       | —       |
| 1890 | 4161      | 507,4 % |
| 1900 | 4645      | 11,6 %  |
| 1910 | 8502      | 83,0 %  |
| 1920 | 12442     | 46,3 %  |
| 1930 | 25080     | 101,6 % |
| 1940 | 25332     | 1,0 %   |
| 1950 | 27864     | 10,0 %  |
| 1960 | 31187     | 11,9 %  |
| 1970 | 33770     | 8,3 %   |
| 1980 | 39753     | 17,7 %  |
| 1990 | 49381     | 24,2 %  |
| 2000 | 55469     | 12,3 %  |
| 2010 | 63152     | 13,9 %  |
| 2020 | 71046     | 12,5 %  |

## Partnerstädte
- Guaranda, Ecuador
- Ronneby, Schweden
- Rybinsk, Russland
- Teterow, Deutschland

Johnson City hat seit 1999 mit Teterow in Mecklenburg-Vorpommern eine Partnerstadt in Deutschland.

## Söhne und Töchter des Ortes
- Jason Bond, Arachnologe
- Jake Grove (* 1980), American-Football-Spieler
- Ric Keller (* 1964), Politiker
- Ross Spears (* 1947), Dokumentarfilmer